# شهرستان مورکینسکی
شهرستان مورکینسکی (به لاتین: Morkinsky District) یک شهرستان در روسیه است که در ماری ال واقع شده‌است.